# Parafia Zwiastowania Najświętszej Maryi Pannie i św. Benedykta w Starych Trokach
Parafia Zwiastowania Najświętszej Maryi Pannie i św. Benedykta w Starych Trokach – rzymskokatolicka parafia znajdująca się w archidiecezji wileńskiej, w dekanacie trockim, na Litwie.
Do parafii należy kaplica w Skorbucianach, faktycznie obsługiwana przez parafię w Wojdatach.
Msze święte odprawiane są w językach polskim i litewskim w Starych Trokach oraz w polskim w Skorbucianach.

## Historia
W 1405 wielki książę litewski Witold Kiejstutowicz założył w Starych Trokach pierwszy w Wielkim Księstwie Litewskim klasztor benedyktynów, których sprowadził z opactwa w Tyńcu. Ok. 1410 przy klasztorze erygowano parafię. Świątynia nosiła wezwanie Zwiastowania Najświętszej Maryi Pannie. Kościół i klasztor były kilkukrotnie odnawiane i odbudowywane po pożarach. Pod koniec XVIII w. po kolejnym pożarze, świątynia została całkowicie rozebrana i zastąpiona nową, drewnianą. W 1845 władze carskie skasowały klasztor benedyktyński. Parafię przejęło wówczas duchowieństwo diecezjalne. Parafia posiadała kaplice filialne w Połuknii, Skorbucianach, Wace, Ołonie i w Świętnikach.
Pod koniec XIX w. przy dawnym klasztorze wybudowaną obecny kościół. Otwarto go w 1899 pod obecnymi wezwaniami.
W okresie międzywojennym parafia posiadała kaplicę filialną w Skorbucianach.

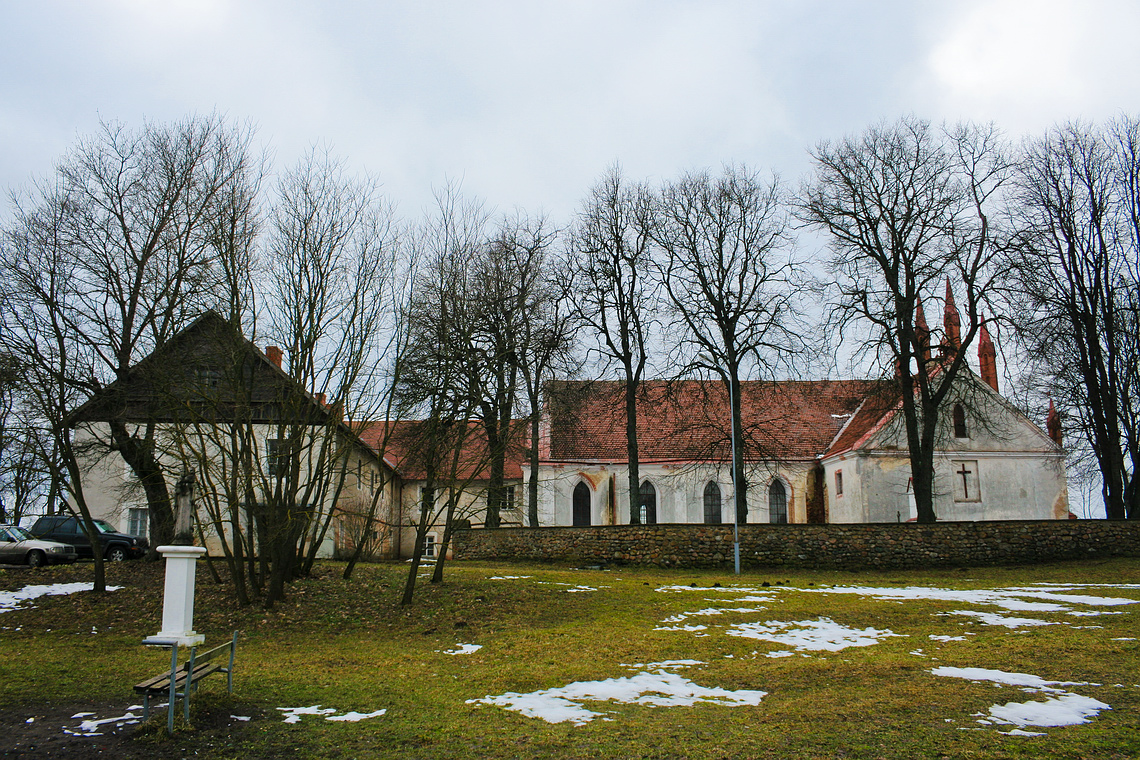
dawny klasztor